# Граф Верулам

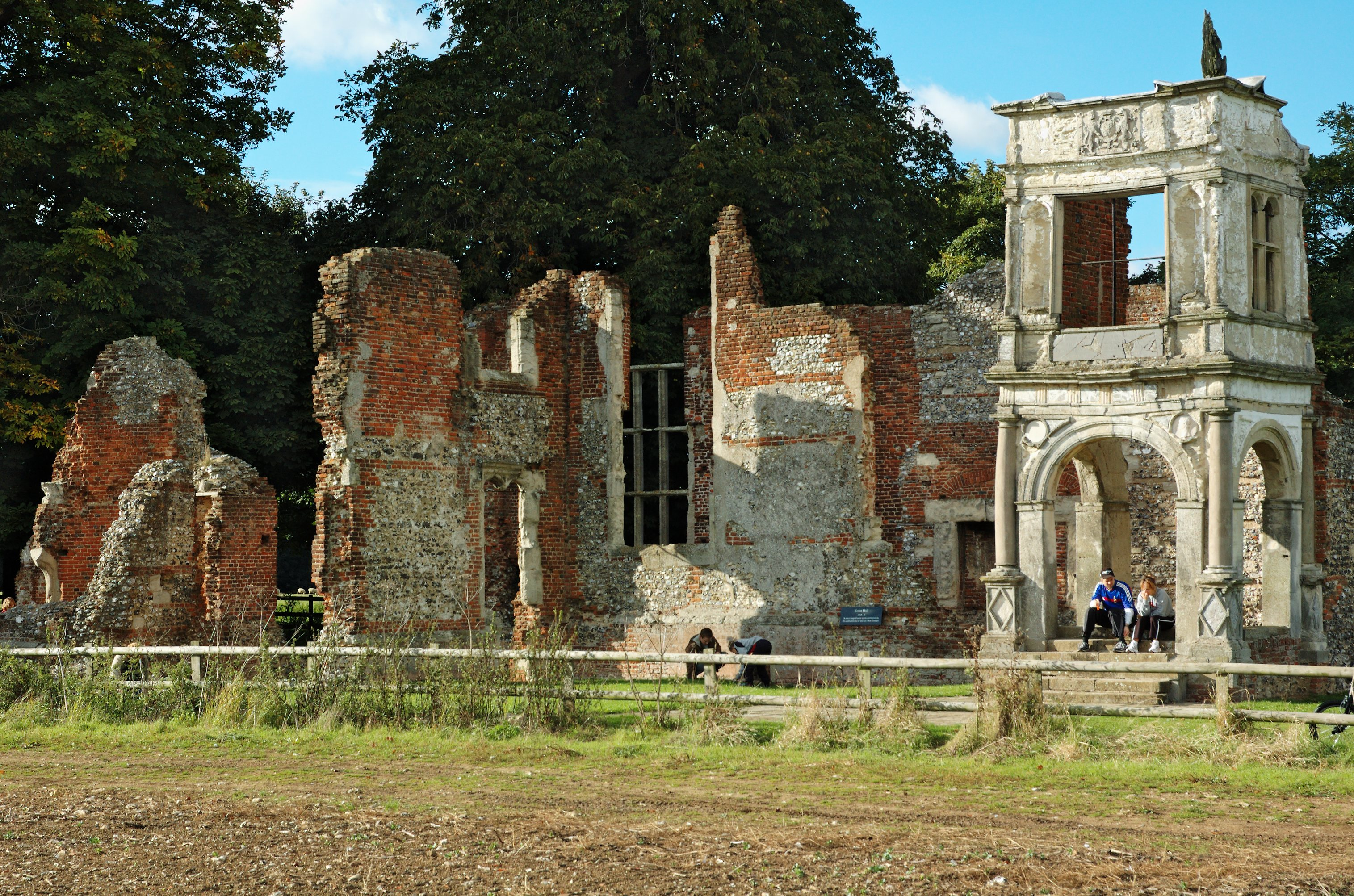
Руины старого Горембери-хауса, резиденции графов Верулам

Граф Верулам (англ. Earl of Verulam) — наследственный титул в системе Пэрства Соединённого королевства.

## История
Он был создан в 1815 году для Джеймса Уолтера Гримстона, 4-го виконта Гримстона (1775—1845). В 1802—1808 годах он представлял Сент-Олбанс в Палате общин Великобритании. В древние времена британский город Сент-Олбанс носил название Веруламий, сокращенно Верулам. В 1808 году после смерти своей родственницы Энн Мэри Кокберн, 9-й графини Форрестер (ум. 1808) он унаследовал титул 10-го лорда Форрестера. 1-му графу Веруламу наследовал его сын, Джеймс Уолтер Гримстон, 2-й граф Верулам (1809—1895). Он был британским политиком от партии тори и занимал незначительные посты в первых двух администрациях графа Дерби. Его внук, Джон Гримстон, 6-й граф Верулам (1912—1973), сменивший своего старшего брата, дважды заседал в Палате общин от Сент-Олбанса (1943—1945, 1950—1959).
По состоянию на 2025 год, обладателем графского титула являлся его сын, Джон Дункан Гримстон, 7-й граф Верулам (род. 1951), наследовавший отцу в 1973 году.
Титул виконта Гримстона и барона Данбойна были созданы в 1719 году в качестве Пэрства Ирландии для Уильяма Гримстона (1684—1756), депутата парламента от Сент-Олбанса (1710—1722, 1727—1734). При рождении он носил имя — Уильям Лакин, он был внучатым племянником сэра Сэмюэла Гримстона, 3-го баронета из Брэдфилда (1644—1700). Он принял фамилию «Гримстон», чтобы унаследовать поместья своего родственника. В 1737 году после смерти своего старшего брата Харботтла Лакина, 4-го баронета из Литтл Уолтем (1683—1737) он унаследовал титул 5-го баронета. Ему наследовал его сын, Джеймс Гримстон, 2-й виконт Гримстон (1711—1773). В 1754—1761 годах он заседал в Палате общин от Сент-Олбанса. Его сын, Джеймс Гримстон, 3-й виконт Гримстон (1747—1808), был депутатом парламента от Сент-Олбанса (1783—1784) и Хартфордшира (1784—1790). В 1790 году для него был создан титул барона Верулама из Горембери в графстве Хартфордшир (Пэрство Великобритании). Его преемником стал его сын, вышеупомянутый Джеймс Уолтер Гримстон, 4-й виконт Гримстон (1775—1845), который в 1815 году получил титул графа Верулама.
Титул баронета Лакина из Литтл Уолтем в графстве Эссекс был создан в 1629 году для Уильяма Лакина (1594—1660). 2-й баронет заседал в Палате общин от Харвича. В 1737 году после смерти 4-го баронета ему наследовал его младший брат, вышеупомянутый Уильям Гримстон, 5-й баронет, затем 1-й виконт Гримстон.
Таким образом, Лорды Верулам носят дворянские титулы Англии, Шотландии, Ирландии, Великобритании и Соединённого королевства.
Родовая резиденция — Горембери-хаус в Сент-Майкле (графство Хартфордшир).
- Роберт Гримстон, 1-й барон Гримстон из Вестбери (1897—1979), британский политик, депутат Палаты общин от Вестбери (1931—1964), вице-камергер Хаусхолда (1938—1939) и казначей Хаусхолда (1939—1942). Старший сын преподобного Роберта Гримстона (1860—1928), каноника из Сент-Олбанса, и внук Джеймса Гримстона, 2-го графа Верулама

## Баронеты Лакин, затем Гримстон из Литтл Уолтем (1629)
- 1629—1660: Сэр Уильям Лакин, 1-й баронет (1594—1660), сын Уильяма Лакина (ум. 1610);
- 1660—1680: Сэр Капелл Лакин, 2-й баронет (8 мая 1622 — 23 января 1680), сын предыдущего;
- 1680—1708: Сэр Уильям Лакин, 3-й баронет (ум. 1708), сын предыдущего;
- 1708—1737: Сэр Харботтл Лакин, 4-й баронет (1683—1737), старший сын предыдущего;
- 1737—1756: Сэр Уильям Гримстон, 5-й баронет (31 декабря 1684 — 15 октября 1756), младший брат предыдущего, виконт Гримстон с 1719 года.

## Виконты Гримстон (1719)
- 1719—1756: Уильям Гримстон, 1-й виконт Гримстон (31 декабря 1684 — 15 октября 1756), младший сын 3-го баронета;
- 1756—1773: Джеймс Гримстон, 2-й виконт Гримстон (9 октября 1711 — 15 декабря 1773), сын предыдущего;
- 1773—1808: Джеймс Бакналл Гримстон, 3-й виконт Гримстон (9 мая 1747 — 30 декабря 1808), сын предыдущего;
- 1808—1845: Джеймс Уолтер Гримстон, 4-й виконт Гримстон (26 сентября 1775 — 17 ноября 1845), сын предыдущего, граф Верулам с 1815 года.

## Графы Верулам (1815)
- 1815—1845: Джеймс Уолтер Гримстон, 1-й граф Верулам (26 сентября 1775 — 17 ноября 1845), сын 3-го виконта Гримстона;
- 1845—1895: Джеймс Уолтер Гримстон, 2-й граф Верулам (20 февраля 1809 — 27 июля 1895), старший сын предыдущего;
- 1895—1924: Джеймс Уолтер Гримстон, 3-й граф Верулам (11 мая 1852 — 11 ноября 1924), старший сын предыдущего;
- 1924—1949: Джеймс Уолтер Гримстон, 4-й граф Верулам (17 апреля 1880 — 29 ноября 1949), единственный сын предыдущего;
- 1949—1960: Джеймс Брабазон Гримстон, 5-й граф Верулам (11 октября 1910 — 13 октября 1960), старший сын предыдущего;
- 1960—1973: Джон Гримстон, 6-й граф Верулам (17 июля 1912 — 15 апреля 1973), младший брат предыдущего;
- 1973 — настоящее время: Джон Дункан Гримстон, 7-й граф Верулам (род. 21 апреля 1951), единственный сын предыдущего;
  - Наследник: Джеймс Уолтер Гримстон, виконт Гримстон (род. 6 января 1978), старший сын предыдущего;
    - Второй наследник: достопочтенный Джон Иннс Арчи Гримстон (род. 10 августа 2010), старший сын предыдущего.